# Radovanov portal
Radovanov portal je glavni portal katedrale sv. Lovre u Trogiru. Najznačajniji je srednjovjekovni portal na istočnom Jadranu te u ovom dijelu Europe. Nazvan je po njegovu autoru Majstoru Radovanu koji ga je isklesao 1240. godine i potpisao s per Raduanum, iako je dovršen tek u 14. stoljeću. Portal je najmonumentalnije djelo romaničko-gotičkog stila u Hrvatskoj. Obuhvaća Prvi grijeh (Adam i Eva) i Otkupljenje (Rođenje Kristovo), kristološki ciklus, pojedine svece i apostole, prikaz mjeseci, prizore lova, a stilski sažima različite tradicije od južnoitalskih do francuskih. Umjetnički je na razini najboljih europskih ostvarenja tog doba.

## Odlike
Portal je stupnjevito uvučen u debljinu zida. U luneti je prikaz Rođenja Krista (obećanje spasenja), umjesto Posljednjeg suda, koji je uobičajen za glavne portale katedrala na zapadu. U dva luka nad lunetom su scene iz biblijskih prizora. Najkvalitetniji dijelovi portala pripisuju se majstoru Radovanu, a ostatak njegovoj radionici. Skulptura portala karakterističan je primjer gotičkog realizma i humanizma, ali s obilježjima starijeg romaničkog stila.
Na stupovima uz vrata su prizori lova upleteni u biljne vitice tako da izgleda kao da se scene odvijaju u nekoj šumi. Na dovratnicima portala detaljni su prikazi znakova horoskopa i radova po mjesecima (scene iz svakidašnjeg života) s izrazitim plasticitetom. Bočno su figure Adama (desno) i Eve (lijevo) koje stoje na lavovima.